# Il padrone del vapore
Il padrone del vapore è un film del 1951 diretto da Mario Mattoli.

## Trama
Un ricco magnate statunitense, arrivato in Italia per lanciare una nuova bevanda, è costretto, da un imprevisto, a fermarsi in un paesino di montagna fuori dagli itinerari turistici. L'imprenditore, attorniato da una corte di collaboratori che fingono di lavorare per lui ma in realtà lo sfruttano, trova alloggio in una locanda gestita da una giovane donna e finisce per innamorarsene. Mentre corteggia la proprietaria del locale, i suoi segretari cominciano a trasformare il paese inondandolo di cartelloni pubblicitari e di moderni ritrovati. L'americano rimane tuttavia affascinato dalla vita semplice e fuori dal tempo che si conduce nel borgo e, influenzato positivamente dai consigli della donna, si libera degli sfruttatori, fa smantellare i cartelli e si stabilisce per sempre nel piccolo paese in cui ha trovato la felicità.

## Altri tecnici
- Aiuto regista: Leo Catozzo